# Président de la province en Italie
Le président de la province en Italie  (en italien : Presidente della provincia) est l'organe monocratique et chef du gouvernement d'une province italienne. 
Il est élu par les citoyens résidant dans la province. Il préside également le conseil provincial (it).
Le président de la province est élu pour un mandat de 4 ans par les habitants de la province.
Le président coordonne les services administratifs de la province et gère l'administration provinciale. 
Il peut aussi nommer un vice-président de la province (italien : Vicepresidente della provincia) parmi les conseillers provinciaux.